# Frank Adisson
Frank Adisson (n. 24 iulie 1969, Tarbes, Midi-Pyrénées, Franța) este un personalitate din sport ce a reprezentat Franța, medaliat olimpic. A participat la 3 ediții ale Jocurilor Olimpice (1992, 1996, 2000) în care a câștigat o medalie de aur și o medalie de bronz.